# Xã Herrick, Quận Shelby, Illinois
Xã Herrick (tiếng Anh: Herrick Township) là một xã thuộc quận Shelby, tiểu bang Illinois, Hoa Kỳ. Năm 2010, dân số của xã này là 626 người.